# 山口英夫 (織元山口)
山口 英夫（やまくち ひでお、1962年 - ）は、織元山口の代表取締役社長。アーティスト、デザイナーとしても活動しており、芸術面での評価が高く入賞歴などがある。

## 概要
電気機器メーカー勤務、文化服装学院修学を経て、実家である織元山口の家業を継ぐ。文化服装学院在学時代には雑誌編集部のアルバイトもしており、このときの縁が元となってアーティストとしての活動を行うようになった。
アーティストとしては、作品表現の媒体として織物を使用する。作品収蔵先は、メトロポリタン美術館など。
また、パソコン開発に携わった経験を活かして電子ジャカード織機に関わるシステムの改良も行っている。このシステムは、ジャカード織機製造企業が市場を撤退したために新規のシステム更新が行われず、IT化の遅れが懸念材料となっている織物業界を再活性させることが期待されており、資金援助が行われる予定となっている。